# Straumøya
Straumøya es una isla en el municipio de Bodø en el condado de Nordland, Noruega. La isla de 29.7 km² se encuentra en el lado sur de Saltfjorden, justo al este del estrecho de Saltstraumen. La isla está conectada al continente por el puente Indre Sunnan y a la cercana isla Knaplundsøya por el puente Saltstraumen, ambos puentes son parte de la carretera condal 17 (Noruega). En 2016, la isla tenía 278 residentes.
La isla posee la reserva natural de Seinesodden y el pueblo de Seines cuenta con un lugar asociado para practicar surf.